# Eduardo Sánchez Terrero
Eduardo Sánchez Terrero (Buenos Aires, Argentina, 24 de mayo de 1899 - Buenos Aires, Argentina, 12 de septiembre de 1954) fue el decimonoveno presidente del Club Atlético Boca Juniors.

## Biografía
Estuvo casado con Otilia Mercedes Justo, hija del general Agustín P. Justo, presidente de la Nación Argentina entre 1932 y 1938, y uno de los principales actores políticos de la época, quien también era simpatizante y socio del club Boca Juniors.
Durante su presidencia en Boca Juniors se inaugura La Bombonera el 25 de mayo de 1940. Obtiene los campeonatos de Primera División de 1940, 1943 y 1944. Además gana dos Copa Ibarguren en 1940 y 1944, y una Copa de Competencia Británica en 1946. También logró dos títulos internacionales, la Copa de Confraternidad Escobar-Gerona en 1945 y 1946. Renuncia a la presidencia el 11 de octubre de 1946.